# Kilovat-sat
Kilovat-sat ili kilovatni sat (simbol kWh, kW⋅h) je jedinica energije jednaka 3,6 MJ (megadžula) ili 3600000 J (džula). Ako se energija prenosi ili koristi s konstantnom brzinom (energijom) tijekom određenog vremena, ukupna energija u kilovatnim satima jednaka je snazi u kilovatima pomnoženom s vremenom u satima. Kilovat-sat se obično koristi kao jedinica za naplatu energije koja se isporučuje potrošačima električnom energijom.

## Definicija
Kilovatni sat (simboliziran kW⋅h prema  SI) je kompozitna jedinica energije ekvivalentna jednom kilovatu (1 kW) snage koja se održava jedan sat.
Jedan watt jednak je 1 J / s. Jedan kilovatni sat je 3.6 megajoule s, što je količina pretvorene energije ako se rad obavlja po prosječnoj brzini od tisuću vata za jedan sat.
Izvedena jedinica energije unutar Međunarodnog sustava jedinica (SI) je joule. Sat je jedinica vremena "izvan SI", što kilovatni sat čini ne-SI jedinicom energije. Kilovatni sat nije uvršten među prihvaćenim ne-SI jedinicama od BIPM za uporabu sa SI, iako sat, iz kojeg je izveden kilovatni sat, jest.

## Primjeri
Električni grijač koji troši 1000 vata (1 kilovat) i radi jedan sat koristi jedan kilovatni sat energije. Televizor koji troši 100 vata koji radi 10 sati neprekidno koristi jedan kilovatni sat. 40-vatni električni aparat koji radi neprekidno 25 sati koristi jedan kilovatni sat. U smislu ljudske snage, zdravi odrasli muški fizički radnik obavit će posao jednak oko pola kilovat-sata tijekom osmosatnog dana.
Električna energija se obično prodaje potrošačima u kilovatnim satima. Trošak rada električnog uređaja izračunava se množenjem potrošnje energije uređaja u kilovatima s vremenom rada u satima, a zatim s cijenom po kilovat satu. Jedinična cijena električne energije može ovisiti o stopi potrošnje i vremenu dana. Cijene se znatno razlikuju prema lokalitetu. U Sjedinjenim Američkim Državama cijene u različitim državama mogu varirati za faktor tri.
Dok su pojedinačni domovi povijesno plaćali samo potrošene kilovatne sate, a nazivni kapacitet, komercijalne zgrade i institucije također plaćaju najveću potrošnju energije, najveća snaga zabilježena je u relativno kratkom vremenu, poput 15 minuta. (Međutim, instalacija pametnog brojila sada omogućuje dobavljaču da također fleksibilnije mijenja stopu punjenja za pojedinačne domove.) To kompenzira energetsku tvrtku za održavanje infrastrukture potrebne za postizanje vršne snage. Te se naplate naplaćuju kao troškovi potraživanja. Industrijski korisnici također mogu imati dodatne troškove prema faktoru snage njihovog opterećenja.
Velika proizvodnja ili potrošnja energije često se izražava kao teravatni sat (TW⋅h) za određeno razdoblje koje je često kalendarska godina ili financijska godina. Godine 365 dana jednako je 8.760 sati, tako da u razdoblju od jedne godine snaga jednog gigavata iznosi 8,76 teravatnih sati energije. Nasuprot tome, jedan teravatni sat je jednak trajnoj snazi od oko 114 megavata u razdoblju od jedne godine.

## Simbol i kratice za kilovat sat
Simbol "kWh" obično se koristi u komercijalnim, obrazovnim, znanstvenim i medijskim publikacijama, i uobičajena je praksa u elektroenergetici.
Mogu se susresti i druge kratice i simboli:
- "kW•h" je manje uobičajeno. To je u skladu s SI standarda.[9] Međunarodni standard za SI[3] navodi da kod oblikovanja simbola složene jedinice, "Množenje mora biti označeno razmakom ili poluvisokom (centriranom) točkom (.), jer bi se u protivnom neki prefiksi mogli pogrešno protumačiti kao jedinični simbol" (tj., kW ili kW ⋅h). To je podržano dobrovoljnim standardom[10] zajednički izdaje međunarodna (IEEE) i nacionalna organizacija (ASTM). Međutim, barem jedan glavni vodič za uporabu[11] i IEEE/ASTM standard dopuštaju "kWh" (ali ne spominju se drugi viškovi vata sata). Jedan vodič koji je objavio NIST posebno preporučuje izbjegavanje "kWh" "kako bi se izbjegla moguća konfuzija".[12]
- "kW "h" je, kao i "kWh", preferiran od strane SI standarda, ali se vrlo rijetko koristi u praksi.
- Američka službena naljepnica za štednju goriva za električna vozila koristi kraticu "kW-sati".[13]
- Ponekad se mogu vidjeti varijacije u kapitalizaciji: KWh, KWH, kWh, itd .; one nisu u skladu s Međunarodnim sustavom jedinica.* Oznaka "kW/h" nije ispravan simbol za kilovat sat jer umjesto toga označava kilovat na sat.

## Pretvorbe
Za pretvaranje količine izmjerene u jedinici u lijevom stupcu u jedinice u gornjem retku pomnožite s faktorom u ćeliji u kojoj se redak i stupac sijeku.
|                     | joule         | watt hour      | kilowatt hour  | electronvolt | calorie       |
| ------------------- | ------------- | -------------- | -------------- | ------------ | ------------- |
| 1 J = 1 kg⋅m2⋅s−2 = | 1             | 2.77778 × 10−4 | 2.77778 × 10−7 | 6.241 × 1018 | 0.239         |
| 1 W⋅h =             | 3.6 × 103     | 1              | 0.001          | 2.247 × 1022 | 859.8         |
| 1 kW⋅h =            | 3.6 × 106     | 1,000          | 1              | 2.247 × 1025 | 8.598 × 105   |
| 1 eV =              | 1.602 × 10−19 | 4.45 × 10−23   | 4.45 × 10−26   | 1            | 3.827 × 10−20 |
| 1 cal =             | 4.2           | 1.163 × 10−3   | 1.163 × 10−6   | 2.613 × 1019 | 1             |

## Višestruki i obračunski uređaji
Svi prefiksi SI obično se primjenjuju na vati sat: kilovatni sat je 1.000 W⋅h (simboli kW⋅h, kWh ili kWh; megavatni sat je 1 milijun W⋅h, (simboli MW⋅h, MWh ili MWh) milliwat sat je 1/1000 W⋅h (simboli mW⋅h, mWh ili mWh) i tako dalje.Kilovatni sat uobičajeno koriste dobavljači električne distribucije u svrhu naplate, jer mjesečna potrošnja energije tipičnog stambenog korisnika varira od nekoliko stotina do nekoliko tisuća kilovat-sati. Megavat-sati (MWh), gigavat-sati (GWh) i teravatni sati (TWh) često se koriste za mjerenje većih količina električne energije za industrijske korisnike i u proizvodnji energije. Jedinice terawatt sata i  petawatt sat  '(PWh) dovoljno su velike da prikladno izraze godišnja proizvodnja električne energije za cijele zemlje i svjetska potrošnja energije.
Petawatt sati mogu opisati proizvodnju nuklearnih elektrana kroz desetljeća. Na primjer, Gravelines Nuclear Power Station u Francuskoj je 2010 godine postala prva elektrana koja je ikada isporučila kumulativni petawat-sat električne energije.

## Zbunjenost kilovatnih sati (energije) i kilovata (snaga)
Izrazi snaga i energija su često zbunjeni. Snaga je brzina isporuke energije. Snaga je posao koji se izvodi po jedinici vremena. Energija je posao koji se obavlja (u određenom vremenskom razdoblju).
Snaga se mjeri pomoću jedinice  watts  ili  joules per second . Energija se mjeri uporabom jedinice  watt seconds  ili  joules .
Uobičajena kućna baterija sadrži energiju. Kada baterija isporuči energiju, ona to radi na određenoj razini snage, odnosno brzini isporuke energije. Što je razina snage veća, brže se isporučuje spremljena energija baterije. Ako je napajanje više, pohranjena energija baterije će se potrošiti u kraćem vremenskom razdoblju.
Za određeno vremensko razdoblje, viša razina snage uzrokuje korištenje više energije. Za zadanu razinu snage, dulje vrijeme trajanja uzrokuje korištenje više energije. Za određenu količinu energije, viša razina energije uzrokuje da se ta energija koristi u kraćem vremenu.

## Zlouporaba vata po satu
Energetske jedinice mjere brzinu energije po jedinici vremena. Mnoge složene jedinice za stope izričito navode vremenske jedinice, na primjer milje na sat, kilometre na sat, dolare po satu. Kilovatno vrijeme proizvod je snage i vremena, a ne brzina promjene snage s vremenom.
Watts po satu (W / h) jedinica je "promjene" snage po satu. Može se upotrijebiti za određivanje ponašanja elektrane. Naprimjer, elektrana koja postiže izlaznu snagu od 1 MW od 0 MW za 15 minuta ima stopu povećanja od 4 MW / h. Elektrane na hidroelektranama imaju vrlo visoku stopu povećanja, što ih čini posebno korisnim u vršnom opterećenju i izvanrednim situacijama.
Pravilna upotreba izraza kao što je  vati po satu  nije uobičajena, a zlouporaba može biti raširena.

## Druga upotreba
Po definiciji jedinica, potrošnja od 1 kWh/100km je točno ekvivalentna sili otpora od 36 N (newtons), ideju koju je preuzela Kármán–Gabriellijev dijagram.

## Ostale jedinice povezane s energijom
Nekoliko drugih jedinica se uobičajeno koristi za označavanje snage ili energetskog kapaciteta ili uporabe u određenim područjima primjene. Prosječna godišnja proizvodnja ili potrošnja energije može se izraziti u kilovatnim satima godišnje; na primjer, kada se uspoređuje energetska učinkovitost kućanskih aparata čija se potrošnja energije mijenja s vremenom ili godišnjim dobom, ili energijom koju proizvodi distribuirani izvor energije. Jedan kilovatni sat godišnje iznosi 114.08 milliwatta koje se stalno primjenjuje tijekom jedne godine.Energetski sadržaj baterije obično se izražava neizravno njegovim kapacitetom u amper-sata; za pretvaranje amper-sata (A⋅h) u vatne sate (W⋅h), vrijednost amper-sata mora se pomnožiti s naponom izvora napajanja. Ova vrijednost je približna, jer napon akumulatora nije konstantan tijekom pražnjenja, a zbog veće brzine pražnjenja smanjuje se ukupna količina energije koju baterija može osigurati. U slučaju uređaja koji proizvode drugačiji napon od baterije, to je napon baterije (obično 3,7 V za Li-ion)) koji se mora koristiti za izračunavanje, a ne izlaz uređaja (na primjer, obično 5.0 V za USB prijenosne punjače). To rezultira USB uređajem s 500 mA koji radi oko 3,7 sati na 2500 mAh bateriji, a ne pet sati. Jedinica odbora  (BOTU) zastarjeli je sinonim za kilovat sat u Velikoj Britaniji. Izraz potječe od naziva Odbora za trgovinu koji je regulirao elektroenergetsku industriju do 1942. kada je  Ministarstvo za energetiku preuzelo vlast.
Britanska termička jedinica ili BTU (ne smije se brkati s BOTU), jedinica je toplinske energije s nekoliko definicija, sve oko 1055 Joule ili 0.293 watt sat. quad, skraćenica od quadrillion BTU ili 10  15  BTU, ponekad se koristi u raspravama o energiji na nacionalnoj razini u SAD-u. Jedan quad je otprilike 293 TWh ili 1.055 exajoule (EJ). TNT ekvivalent je mjera energije oslobođene u detonaciji trinitrotoluena. A tona TNT ekvivalenta je približno 4.184 gigajoula ili 1.163 kilovat-sati.Tona ekvivalenta nafte je količina energije koja se oslobađa izgaranjem jedne tone sirove nafte. To je otprilike 41,84 gigajoula ili 11,630 kilovat-sati. U Indiji kilovatni sat se često jednostavno naziva  Jedinica  energije. Milijun jedinica, označen kao "MU", je gigavat sat, a BU (milijarde jedinica) je terawatt sat.
Burnup od nuklearno gorivo obično se navodi u megavatnim danima po toni (MW⋅d/MTU), gdje se tona odnosi na metričku tonu metala uranija ili njegovog ekvivalenta, a megavat se odnosi na cijeli toplinski učin, a ne dio koji se pretvara u električnu energiju.[nedostaje izvor]

## Vanjske poveznice
- Prices per kilowatt hour in the USA, Energy Information Administration